# 法政大学大学院人間社会研究科・現代福祉学部
法政大学現代福祉学部（ほうせいだいがくげんだいふくしがくぶ、英：Faculty of Social Policy  and Administration）は、法政大学が設置する現代福祉学部。
法政大学大学院人間社会研究科（ほうせいだいがくだいがくいんにんげんしゃかいけんきゅうか）は、法政大学が設置する大学院人間社会研究科。

## 概要
法政大学現代福祉学部は、生活者の視点からのウェルビーイングの実現を目途とする福祉社会の構築とマネジメント及びプランニング能力を身につけた福祉専門職を養成するために2000年に開設された。同年には、小金井キャンパスに情報科学部も設置された。
我が国では、時代の進行とともに少子高齢化が進展し社会構造が大きな変化を見せており、大規模な自然災害等、これまで直面してこなかった未曽有の事象に相対している。この複雑な課題を解決し、持続可能な社会を構築するスキルを身に付けた人物が求められている。
そうした時代的背景を受けて、1997年、新学部設置のための準備委員会が発足し、文科省との協議の末に国家資格である社会福祉士及び精神保健福祉士の養成と福祉、臨床心理を主軸とした包括的な研究を行う環境として設立されるに至った。
法政大学現代福祉学部は、経済学部、社会学部、スポーツ健康学部と同様に法政大学多摩キャンパスに本部が置かれている。
本学部ではウェルビーイング、全ての人々が健康で幸福に暮らせる功利的な社会を実現するための、社会福祉、臨床心理、地域づくりの3つの分野を横断的に学習できる。少人数教育や現場実習を中心としたカリキュラムにより、実践的なスキルや知識を習得することが可能である。
具体的には、学生に対するボランティア紹介や3年次からの現場実習を行っている。実習先は国内のみならず、スウェーデンやデンマーク、イギリス等の自治体や福祉施設も含まれており、様々な地域で研修を実施している。
本学部には、現代社会の課題を解決する、地域社会のリーダーを養成する「福祉コミュニティ学科」、人の心への具体的な援助方法を、理論・実践を通して学習する「臨床心理学科」の二学科が設置されている。

## 沿革
- 1997年（平成9年）- 学部設置準備委員会発足
- 2000年（平成12年）- 法政大学現代福祉学部設置、情報科学部設置

## 学部・学科

### 現代福祉学部
- 福祉コミュニティ学科

地域社会での実習で実践的な問題解決能力を養える点が特徴。社会福祉士と精神保健福祉士の受験資格に対応しており、スクールソーシャルワーカー認定を目指すことも可能。
- 臨床心理学科

学校や病院での現場実習や研修等のカリキュラムが豊富。国家資格である「公認心理師」を目指すことが可能。

## 大学院
人間社会研究科
- 福祉社会専攻（修士課程）
- 臨床心理学専攻（修士課程）
- 人間福祉専攻（博士後期課程）

## 学部長
- 久保田幹子

## 関連施設
- 法政大学経済学部
- 法政大学社会学部
- 法政大学スポーツ健康学部

## 交通アクセス
〒194-0298 東京都町田市相原町4342
- 【JR線】 JR横浜線：相原駅から神奈川中央交通で約13分
- 【JR線】  JR中央線：西八王子駅から京王電鉄バス、京王バスで約22分
- 【京王線】 京王高尾線：めじろ台駅から京王電鉄バス、京王バスで約10分

## 著名な出身者
出身者、卒業生及び関係者については「法政大学の人物一覧」を参照されたい